# 埃米莉·范埃格蒙德
埃米莉·路易丝·范埃格蒙德（英語：Emily Louise van Egmond；1993年7月12日—），澳大利亚女子职业足球运动员，司职中场，目前效力于伯明翰城女子足球俱樂部及澳大利亚国家女子足球队。她曾代表澳大利亚参加2020年和2024年夏季奥林匹克运动会女子足球比赛等多场国际赛事。